# Tactusa discrepans
Tactusa discrepans là một loài bướm đêm thuộc họ Erebidae. Nó được tìm thấy ở miền bắc Thái Lan.
Con trưởng thành bay vào tháng 4, tháng 7 và tháng 10.
Sải cánh dài khoảng 12 mm. 